# 庫樓十
库楼十（半人马座σ，σ Cen）是半人马座的一颗蓝白B型主序矮星，视星等为+3.91，距离地球约443光年。